# 阿奇博尔德·阿马尔·蒙哥马利-马辛本特
阿奇博尔德·阿马尔·蒙哥马利-马辛本特爵士 GCB，GCVO， KCMG（Archibald Armar Montgomery-Massingberd，1871年12月6日—1947年4月13日) 是一位英国陆军元帅。
阿奇博尔德·蒙哥马利早年就读于卡尔特豪斯公立学校和位于伍利奇的皇家军事学院。1891年在皇家炮兵团他被任命为第二副官，随后在1894成为一名陆军中尉。1899年至1902年第二次布尔人战争期间他服役于皇家炮兵团。在1900年他被授予上尉军衔。
1905年至1906年，蒙哥马利被选入参谋学院学习。1909年五月，学院于奎达任命他为参谋长。 1914年，第一次世界大战蔓延之时，蒙哥马利被指派前往法国，任大不列颠远征军(BEF)参谋长。他随后被指派为第4兵团总参谋长。1916至1919年期间，他任大不列颠远征军第4军参谋长。
1920至1922年，蒙哥马利被任命为印度代理参谋长。他于1926年授封成为陆军将军。 1928至1931年他就任为英国南方指挥官，总指挥官（于1930年被提拔为总指挥官）。从1931到1933年他就任大不列颠陆军总副官。
其职业生涯的顶峰是1933至1936年期间任大英帝国参谋长官。1935年他被授予了陆军元帅军衔。